# Otinotus oneratus
Otinotus oneratus är en insektsart som beskrevs av Walker. Otinotus oneratus ingår i släktet Otinotus och familjen hornstritar. Inga underarter finns listade i Catalogue of Life.